# Годдард, Триша
Триша Годдард (англ. Patricia Gloria Goddard; род. 23 декабря 1957 года, Лондон, Англия, Великобритания) — британская актриса и телеведущая, наиболее известная по своему ток-шоу «Триша», которое транслировалось на канале ITV, а затем было переведено на 5-й канал. Она живёт в США с 2010 года, когда начала работать на «The Maury Povich Show» в качестве эксперта по разрешению конфликтов. Триша вела американскую версию своего собственного ток-шоу под названием «Шоу Триши Годдард» с 2012 года до тех пор, пока оно не было отменено в 2014 году.

## Биография
Патриция Глория Годдард родилась в Лондоне, 23 декабря 1957 года, в семье Агнес Форчун, медсестры из Доминики и неизвестного отца. Она не знала, что белый человек, который вырастил её, не был её биологическим отцом, пока не умерла её мать, хотя он был биологическим отцом трёх сестёр Тришы. В конце 50-х годов Годдард решила выяснить подробности своего биологического отца после того, как генетический эксперт настаивал на том, что цвет её кожи делает почти невозможным для неё иметь белого отца. В детстве она училась в независимой школе для эмигрантов в Танзании, после чего вернулась в Англию, чтобы посещать начальную школу в Хичеме, штат Норфолк. Затем она поступила в школу сэра Уильяма Перкинса в Чертси, которая в то время была добровольной контролируемой женской гимназией Англиканской церкви.

## Карьера
В молодости Годдард работала стюардессой, что привело к путешествиям, написанию статей для журналов, а затем, после переезда в Австралию в середине 1980-х годов, к новой карьере на телевидении. Она работала там в качестве телеведущей, в основном на программе ABC «The 7.30 Report», а также в качестве ведущей детской программы «Play School». Позже она была председателем Национальной консультативной группы австралийского правительства по вопросам психического здоровья.
В 1998 году, после возвращения в Великобританию, Годдард стала ведущим флагманского дневного чат-шоу на ITV, «Trisha», спродюсированного Anglia Television. Она основала свою собственную независимую телевизионную продюсерскую компанию, «Town House TV», вместе с бывшим директором программ и производства ITV Anglia Малькольмом Оллсопом.
В сентябре 2004 года Годдард покинула ITV и присоединилась к 5 каналу в новой программе под названием Trisha Goddard, которая дебютировала на телевидении 24 января 2005 года. Похожая по стилю на её старое шоу, это шоу было сосредоточено на отношениях, семьях в кризисе и воссоединениях семей. Шоу было спродюсировано компанией Town House Productions. На ранних стадиях шоу было замечено, что повторы её старого шоу на ITV продолжали достигать более высоких рейтингов, чем её новая программа на 5 канале.
В январе 2009 года 5 канал объявил, что не будет продлевать свой контракт по финансовым причинам.
Годдард сделала несколько выступлений в дискуссионной группе на ITV Loose Women, она была постоянным участником дискуссии в 2002 году, сделала три выступления в 2003 году, а ещё два выступления в 2014 году, последнее из которых было 9 июля 2019 года.
Годдард появлялась в сатирах её телевизионных программ. В 2003 году специально снятый клип её шоу появился в религиозной фантастической драме ITV «Второе Пришествие». В 2004 году она сняла две короткие сцены для романтической зомби-комедии «Зомби по имени Шон». Обе сцены были сняты на съемочной площадке «Триши». В 2004 году факсимильная версия её шоу была показана в 3-м сезоне, эпизоде 1 шоу «толстые друзья», где она брала интервью у «группы похудения» главных героев, и где Бетти непреднамеренно раскрыла свой секрет, что она отказалась от ребёнка в возрасте 15 лет. В эпизоде режиссёр сказал Трише, чтобы та оставалась и ждала, пока Бетти не раскроет свой секрет.
Её шоу также было показано в «Разрядке смехом», где персонаж Вики Поллард встретился со своим давно потерянным отцом. Для специального рождественского выпуска «What Not To Wear», вышедшего в эфир 22 декабря 2004 года, Годдард была накрашена модным макияжем от Тринни Вудолл и Сюзанны Константайн. Она появляется в эпизоде «Армия призраков» телесериала 2006 года «Доктор Кто» в пародийном эпизоде её собственного шоу под названием «Я вышла замуж за призрака».
Годдард появлялась в качестве гостя на The Kumars at No. 42 от Би-би-си, а также была приглашенным ведущим эпизода второй серии проекта Friday Night для Channel 4. Триша также имеет свое собственное ток-шоу на ливерпульской радиостанции City Talk 105.9.
Годдард также участвовала в телепередаче «Who Wants to Be a Millionaire? (Великобритания)», где она выиграла 75000 фунтов стерлингов. Она также появилась на шоу Shooting Stars в 2010 году. Кроме того, в том же году она начала время от времени появляться в американском ток-шоу «Мори» в качестве консультанта и приглашенного ведущего.
20 октября 2011 года NBCUniversal Television Distribution объявила, что запустит американскую версию ток-шоу «Триша», которое начнется в сентябре 2012 года. 1 апреля 2014 года было объявлено, что эта версия программы была отменена после двух сезонов.
Она была постоянным участником дискуссии на программе «Big Brothers Bit» 5 канала с 2016 года.
В феврале 2018 года Триша появилась в эпизоде игрового шоу BBC One «Pointless celebrity edition», появившись вместе с Джонни Воном и Тоби Таррантом.
В 2020 году Годдард приняла участие в двенадцатой серии танцев на льду. Она была в паре с Лукашем Ружицким. Их пара стала первой, проголосовавшей против после того, как судьи решили спасти телеведущую ITV News Лукрецию Милларини и её партнера по конькобежному спорту Брендина Хэтфилда.